# Monuments
Monuments — международная прогрессив-метал группа, образованная бывшим гитаристом Fellsilent, Джоном Брауном, и бывшим гитаристом The Tony Danza Tapdance Extravaganza, Джошем Трэвисом, в Лондоне в 2007 году. Группа выпустила 4 полноформатных студийных альбома на лейбле Century Media Records: Gnosis (2012), The Amanuensis (2014), Phronesis (2018) и In Stasis (2022).

## История
Группа Monuments была образована гитаристом Fellsilent Джоном Брауном и гитаристом The Tony Danza Tapdance Extravaganza Джошем Трэвисом в Лондоне в 2007 году. После нескольких смен состава группа подписала контракт с Century Media Records в 2012 году, анонсировав присоединение вокалиста Мэтта Роуза. Дебютный альбом, Gnosis, вышел 28 августа 2012 года.
Группа приняла участие в европейском туре Euroblast с Джефом Лумисом, Vildhjarta и Stealing Axion. В начале 2013 года группа отыграла ещё один евротур с Born of Osiris и After the Burial. К марту 2013 года Роуз покинул Monuments, а уже в июле новым фронтменом был объявлен Крис Барретто (ex-Periphery, Ever Forthright, The HAARP Machine).
В сентябре 2013 группа впервые дала концерты в России в рамках совместного с Tesseract и Skyharbor фестиваля Eccentric Fest 2013 в Москве и Санкт-Петербурге.
В декабре 2013 года группа объявила о завершении работы над вторым альбомом. Барабаны были записаны на уэльской студии Monnow Valley с продюсером Ромешем Додангода (Motörhead, Sylosis, Bring Me the Horizon) в то время как остальные инструменты были записаны Брауном самостоятельно, а над записью вокала работали совместно с Эйялом Леви. В апреле 2014 была официально объявлена дата релиза альбома The Amanuensis — 23 июня 2014 года.
Группа отыграла на сцене Red Bull Studios Live Stage на Download Festival 15 июня 2014 года. 14 и 15 октября 2014 года группа отыграла на Eccentric Fest 2014 в Санкт-Петербурге и Москве вместе с Hacktivist. В марте-апреле 2015 года Monuments выступали в качестве разогрева австралийской группы Karnivool на их хэдлайн-туре по Великобритании и Европе. Барабанщик Майк Малиан покинул группу в августе 2015 года из-за травмы спины и плеча, на замену ему пришел Ануп Састри (ex-Intervals). В том же месяце группа отыграла на фестивале Hevy Music Festival.
16 июня 2016 года Састри объявил, что уходит из группы, однако в 2018 году он вернулся для записи барабанов для третьего альбома Monuments, Phronesis, который вышел 5 октября 2018 года. В поддержку альбома в октябре-ноябре 2018 года Monuments отыграли тур по Великобритании и Европе, состоявший из 31 города. В январе 2019 года группа отыграла хэдлайн-концерты в Новой Зеландии, а также выступила на австралийском фестивале Progfest.
1 июля 2019 года Monuments объявили, что Барретто покинул коллектив по «личным причинам», его в ближайшем туре заменит американский вокалист Энди Сизек, известный благодаря YouTube-каверам и работе с группами Makari, WVNDER и Termina. 11 октября 2019 года Сизек был объявлен постоянным вокалистом группы. Менее чем через два месяца Малиан вернулся в группу.
12 июля 2021 года Monuments объявили об уходе гитариста Олли Стила, решившего начать сольную карьеру. В январе 2022 года была анонсирована дата выхода четвёртого альбома Monuments, In Stasis — 15 апреля 2022 года. В качестве со-продюсера In Stasis выступил Мик Гордон, а среди приглашенных вокалистов появились Спенсер Сотело (Periphery) и Нима Аскари (ex-Monuments, ex-Tesseract). 31 января 2023 года было объявлено об уходе басиста Адама Суона, решившего закончить карьеру бас-гитариста, на смену ему был взят датский басист Эрнер Веркеленс из группы Aviations, к тому моменту заменявший Суона уже в течение нескольких туров.
23 мая 2023 года группа выпустила внеальбомный сингл и клип "Nefarious".
16 апреля 2024 было объявлено об уходе Майка Малиана из Monuments из-за проблем с эмоциональным здоровьем.
9 августа 2024 года было объявлено о том, что Джон Браун берёт отпуск из-за анкилозирующего спондилита, который был выявлен у него несколькими годами ранее, и что группа уходит в творческий отпуск на неопределенное время, отменяя свой запланированный тур по США вместе с Leprous и Fight the Fight.

## Состав группы
Текущие участники
- Джон Браун (John Browne) — гитара (2007—2024)
- Энди Сизек (Andy Cizek) — вокал (2019—2024)
- Вернер Эркеленс (Werner Erkelens) — бас-гитара (2023—2024; концертный участник в 2022)

Бывшие участники
- Джош Трэвис (Josh Travis) — вокал, гитара (2007—2010)
- Нима Аскари (Neema Askari) — вокал (2010—2011)
- Грег Поуп (Greg Pope) — вокал (2010—2011)
- Мэтт Роуз (Matt Rose) — вокал (2012—2013)
- Ануп Састри (Anup Sastry) — ударные (2015—2016, 2018)
- Дэниел Лэнг (Daniel Lang) — ударные (2016—2018, 2018—2019)[20]
- Крис Барретто (Chris Barretto) — вокал (2013—2019)
- Олли Стил (Olly Steele) — гитара (2011—2021)
- Адам Суон (Adam Swan) — бас-гитара (2010—2023)
- Майк Малиан (Mike Malyan) — ударные (2010—2015, с 2019); сэмплы (2014—2015, 2019—2024)

Концертные участники
- Джейк Монсон (Jake Monson) — гитара (2010)
- Пол Ортис (Paul Ortiz) — гитара (2010—2011)
- Каан Тасан (Kaan Tasan) — вокал (2010)
- Джон Гиллен (John Gillen) — ударные (2014)
- Алекс Рюдингер (Alex Rüdinger) — ударные (2014)

## Дискография

### Студийные альбомы
- Gnosis (2012, Century Media Records)
- The Amanuensis (2014, Century Media Records)
- Phronesis (2018, Century Media Records)
- In Stasis (2022, Century Media Records)

### Синглы
- «Doxa» (2012)
- «Degenerate» (2012)
- «I, the Creator» (2014)
- «Origin of Escape» (2014)
- «The Alchemist» (2014)
- «Atlas» (2014)
- «A.W.O.L» (2018)
- «Leviathan» (2018)
- «Mirror Image» (2018)
- «Animus» (2020)
- «Deadnest» (2021)[21]
- «Lavos» (2021)
- «Cardinal Red» (2022)
- «False Providence» (2022)
- «Nefarious» (2023)